# Banca BanCoppel
Esta institución de banca múltiple mexicana, está integrada al Grupo Coppel y comenzó a operar en 2007. Su creación amplió los servicios de Grupo Coppel, que previamente se enfocaban en el comercio minorista, al ofrecer soluciones financieras para el mercado masivo en México. 
Actualmente, BanCoppel atiende a 12.6 millones de clientes, de los cuales 7.5 millones utilizan servicios digitales, consolidándose como uno de los bancos con mayor número de clientes activos en el país. 

## Historia
La tienda "El Regalo" en 1939, fue fundada por Enrique Coppel Tamayo. Para 1970, la empresa había evolucionado hacia el sector de muebles y posteriormente se expandió al rubro de la ropa. En 1981, Enrique Coppel Tamayo transfirió el liderazgo a sus hijos, designando como Director a Enrique Coppel Luken, quien había trabajado en la empresa desde 1970. En 2007, la Comisión Nacional Bancaria y de Valores (CNBV) certificó a Coppel como banco, dando inicio a las operaciones de BanCoppel.
En 2009, Coppel abrió dos tiendas en Buenos Aires, Argentina, y otras dos en Río de Janeiro, Brasil. Para 2014, BanCoppel operaba más de 850 sucursales y empleaba a más de 9,500 personas, continuando su expansión. En 2020, inauguró su primera sucursal bancaria independiente de las tiendas minoristas en Atlacomulco, Estado de México. 
Carlos López-Moctezuma Jassán fue quien asumió la dirección general de BanCoppel y la Dirección de Servicios Financieros de Grupo Coppel en 2021, con el objetivo de transformar la institución mediante la digitalización, la ampliación de productos financieros y la promoción de la inclusión financiera. Antes de este rol, trabajó en Grupo BBVA como Director de Innovación y Nuevos Negocios. También fue Jefe de Gabinete y Jefe de la Unidad de Proyectos Especiales en la CNBV, donde participó en la creación de regulaciones financieras. 
Para 2023, BanCoppel era la tercera red bancaria más grande de México, con más de 1,300 sucursales distribuidas en los 32 estados del país y 523 ciudades. Según la CNBV, ocupaba el segundo lugar en emisión de tarjetas de débito y el tercero en tarjetas de crédito en el sistema bancario mexicano. 
Banca empresarial
La división de banca empresarial comenzó en 2015. En 2022, la cartera empresarial alcanzó los $23,828 millones de pesos y llegó a casi $30,000 millones para 2023. Esta división ofrece soluciones como créditos empresariales, dispersión de nómina, financiamiento y arrendamiento, entre otros servicios.
Inclusión financiera
BanCoppel ha implementado diversas iniciativas para ofrecer servicios financieros al mercado masivo, especialmente a personas no bancarizadas. Hasta 2023, había atendido a más de 37 millones de clientes, de los cuales la mitad no tenía acceso previo a productos financieros. 
La institución recibió el Premio Game Changer, otorgado por el Mobile Ecosystem Forum, en reconocimiento a sus innovaciones en préstamos digitales y servicios para el envío de remesas directamente a cuentas de clientes.